# James Potter
James Potter és un personatge de ficció de la sèrie de novel·les de Harry Potter, escrits per l'autora britànica J.K. Rowling. És el pare del protagonista, mort a mans de Lord Voldemort. Rep el mateix nom el fill de Harry i la seva dona, la Ginny Weasley, però aquest és un personatge sense importància dins del relat, ja que tan sols apareix en l'epíleg de l'últim dels llibres de la sèrie.

## Pare de Harry Potter

### Abans de Hogwarts
En James va néixer el 27 de març de 1960, fill d'una família de mags. El que sabem dels seus pares, d'acord amb Rowling, és que eren extremadament rics. Ja eren molt vells quan va néixer en James, cosa que pot explicar que fos fill únic. Van morir a causa d'una malaltia màgica. La data de la mort és inexacta encara que es pot especular que va ser en algun moment entre 1976 i 1981. Possiblement els seus pares són Charlus Potter i Dorea Black.
A Harry Potter i l'orde del Fènix, J.K. Rowling descriu en James molt semblant a en Harry, però amb diferències evidents: en James, amb els ulls de color cafè clar, el nas lleugerament més llarg que el d'en Harry, i sense la cicatriu al front. No obstant tenia la mateixa cara prima, llavis i celles que en Harry, les mateixes mans, el cabell negre despentinat i gairebé la mateixa estatura.

### A Hogwarts
Va ser a Hogwarts de 1971 a 1978. Des d'un bon principi, en James no va mostrar interès per les arts obscures; durant el seu primer viatge en el Hogwarts Express, després d'escoltar a Severus Snape expressant-li a la Lily Evans que el seu desig era anar a Slytherin, ell va afirmar que si era triat per a Slytherin abandonaria l'escola.
A Hogwarts va conèixer el seu amic de tota la vida, Sírius Black, qui li dona el seu suport en contra de l'Snape i qui digué que encara que tota la seva família havia estat a Slytherin, ell esperava ser diferent. Quan en Sírius li va preguntar a quina casa li agradaria estar, en James aixecant una espasa invisible va dir: a Gryffindor, on resideixen els de cor valent! com el meu pare!.
A Harry Potter i el pres d'Azkaban, es demostra que els seus millors amics eren en Sírius Black, en Ben Babaw i en Remus Llopin. La Profesora McGonagall es refereix a en Potter i en Black com els líders de la colla i com a extremadament intel·ligents. En Hagrid els descriu com en Fred i en George Weasley de la seva època.
En Llopin explica a en Harry que en James i en Sírius no van tardar massa a assabentar-se de la seva situació (que era un Home Llop). Quan anaven al cinquè curs de Hogwarts van aconseguir transformar-se (il·legalment) en animags per fer-li companyia a en Llopin quan es transformava cada mes, d'aquí venen el sobrenoms: Llopin era l'Enllunat; en James era en Forcat, perquè es transformava en un cérvol; en Sírius es transformava en un enorme gos negre i l'anomenaven Lladruc; i en Babaw es transformava amb una rata cuapelada. Tots junts van crear el Mapa de Magatotis.
En Dumbledore li diu a en Harry que en James li va salvar la vida al Snape, quan en Sírius li va dir que entrés al túnel del Pi Cabaralla on en Llopin estava transformat en Home Llop. Per altra banda, l'Snape afirma que no va ser un acte heroic sinó de covardia, assegurant que en James s'havia penedit de la seva pròpia broma en l'últim moment. "Estava salvant tant el seu coll com el meu".
En el primers quatre llibres, Snape mai perd l'oportunitat per dir-li que en James era un arrogant i orgullós. A Harry Potter i l'orde del Fènix, en Harry presencia un record del Snape dins del Pensiu d'en Dumbledore, en el qual en James i en Sírius ataquen al Snape només perquè en Sírius va dir que estava avorrit. En Harry se sent molt defraudat i confús i no té més remei que estar d'acord amb el Snape respecte a l'actitud del seu pare. Davant d'això, en Sírius i en Llopin intenten fer entendre a en Harry que tots ells a aquella edat eren uns idiotes arrogants i no se sentien orgullosos del que havien fet. En Sírius diu que en James podia evitar fer el ridícul quan la Lily estava a prop. Però, el Snape no era en realitat la víctima que semblava ser, ja que ell tampoc desaprofitava cap oportunitat per tirar-li un malefici a en James.